# Spaz (Bhad Bhabie)
Spaz è un singolo della rapper statunitense Bhad Bhabie, pubblicato il 29 maggio 2018.

## Tracce
1. Spaz – 2:43